# 933
933 (CMXXXIII) fue un año común comenzado en martes del calendario juliano, en vigor en aquella fecha.

## Acontecimientos
- Incorporación de las Islas del Canal al ducado de Normandía.

## Fallecimientos
- Alfonso IV de León, rey de León. Hijo del rey Ordoño II de León y de la reina Elvira Menéndez.
- Harald I, rey de Noruega.